# إلخونكو (بحيرة)
جزيرة إلخونكو El Junco Lagoon هي بحيرة في مرتفعات جزيرة سان كريستوبال الواقعة في أرخبيل غالاباغوس.

## الوصف
ورغم الاسم فهي تعتبر بحيرة فوهة بركانية أكثر من اعتبارها بحيرة.

## مصدر للمياه العذبة
وهي المصدر الوحيد للمياه العذبة في الجزيرة، لذلك نشأت حولها أول المستوطنات الدائمة في الجزيرة.

## الحرب العالمية الثانية
وفي الحرب العالمية الثانية اتخذتها القوات الأمريكية المعسكرة في جزيرة بالترا، البحيرة كمصدر رئيسي للمياه العذبة، بسبب قربها منهم.